# Gina Montes
Regina Inés Barbosa Govea (Brasil, 11 de enero de 1953-Nueva York, 27 de enero de 2024), conocida como Gina Montes, fue una bailarina y vedette brasileña. 

## Biografía y carrera
Montes heredó el gusto por el baile de su padre, el músico Milsiño Govea Pereyra, y de su madre, actriz de teatro y comediante. 
A los 7 años se unió a sus hermanas Mimi y Beth, para formar un grupo de baile infantil. Con el tiempo, y gracias a su simpatía, pronto incursionaron en la televisión, trabajando como bailarinas y coreógrafas de diversos programas de TV. El empresario Adolfo Figaredo las contrató para una larga temporada en el cabaret Coopeco, lugar donde fueron bautizadas como las hermanas Montes en Brasil.  
A los 15 años, gracias al baile y al ejercicio, Montes transformó su cuerpo en una imagen sensual y atractiva. En 1976, las hermanas Montes viajan a México para buscar nuevas oportunidades; con el tiempo, su hermana Mimi enferma y regresa a lado de su mamá en Brasil. Días después, trabajando en el hotel Sheraton de la Ciudad de México, reciben la noticia del fallecimiento de su padre, por lo que Beth regresa a Brasil para acompañar a su mamá en el duelo. Gina permaneció en México para buscar un futuro artístico. 
Montes buscó sobrevivir artísticamente y se integró a un grupo de bailarinas cubanas, trabajando en el centro nocturno “La Ronda”, donde debutó como solista y, al mismo tiempo, logró incursionar como bailarina en el programa de televisión “Vamos a cantar” que estelarizaba el cantante rocanrolero César Costa. Pronto llegaron los rumores de una nueva coreógrafa y bailarina a oídos del productor Humberto Navarro, quien quería conocerla para contratarla y encargarle la coordinación de las coreografías de un programa piloto que preparaba para Televisa, el programa La carabina de Ambrosio.
En la barra cómica del Canal 2 de Televisa, en 1978, salió al aire un programa de variedad llamado La carabina de Ambrosio.
La figura de Montes se inmortalizó en México gracias a las imágenes que duraban tan solo 40 segundos a la entrada y salida del programa en la pantalla nacional, gracias a su sensual rutina de baile y su risa singular. 
En La carabina de Ambrosio, Montes creó un personaje con una simple frase que popularizó en compañía del mago comediante Beto el Boticario, donde éste le agradecía diciendo en inglés "Thank you", y ella respondía "Denankyu", en una mezcla de español e inglés, y se retiraba riendo. Debido a que no hablaba muy bien español tuvo pocas participaciones en el programa.
En 1985, desapareció de la vida pública. Planeaba regresar al siguiente año, pero en 1986, Montes estaba esperando un hijo, lo que no le permitió volver a La Carabina de Ambrosio. Tiempo atrás, mantuvo un romance con Carlos Macías uno de los músicos que acompañaban al cantante César Costa, de quien quedó embarazada. Gina decidió tener a su bebé en Brasil, pero en uno de sus viajes a Estados Unidos, el doctor le prohibió seguir viajando y se vio obligada a radicar en Nueva York, en espera del nacimiento de su bebé. Debido a que el embarazo duró 9 meses, los cuales pasó fuera de México, perdió su departamento y sus documentos para trabajar en México.
Montes dio a luz a una niña (Judith Teresa Macías) el 18 de abril de 1987. Luego se casó con el cubano Rolando Márquez, residente en los Estados Unidos.
En Nueva York, Gina Montes, tuvo un fuerte accidente automovilístico donde casi pierde el pie. Por esta razón, tuvo que dejar el baile y con su nueva hija trabajar en trabajos eventuales.
Debido a su ausencia en el medio del espectáculo, fueron varias las especulaciones que se hicieron de ella. En mayo de 2009, fue localizada en Nueva York por el programa mexicano Ventaneando de TV Azteca.

### Muerte
El 5 de febrero de 2024, se informó que Montes había fallecido el 27 de enero del mismo año en Nueva York, Estados Unidos, a causa de cáncer, dieciséis días después de haber celebrado su cumpleaños número 71.

## Filmografía

### Cine
- Los mantenidos (Los Cinturitas) de Jaime Fernández (1979)
- Cuentos colorados (1980)

### Televisión
- La carabina de Ambrosio (1978 - 1985) .... Gina (ayudante del mago Beto «el Boticario», alumna en la escuelita)

### Teatro
- Don Juan Tenorio (1980)